# Puchar Charłamowa
Puchar Charłamowa (ros. Кубок Харламова) – przechodnie trofeum przyznawane za zwycięstwo w juniorskich rozgrywkach hokeja na lodzie w Rosji, Młodzieżowej Hokejowej Ligi (MHL).
Nagrodę nazwano na cześć wybitnego radzieckiego hokeisty Walerija Charłamowa. Puchar zaprojektował izraelski rzeźbiarz, Frank Meisler.

## Zdobywcy
- 2009/2010: Stalnyje Lisy Magnitogorsk
- 2010/2011: Krasnaja Armija Moskwa
- 2011/2012: Omskie Jastrieby
- 2012/2013: Omskie Jastrieby
- 2013/2014: MHK Spartak Moskwa
- 2014/2015: Czajka Niżny Nowogród
- 2015/2016: Łoko Jarosław
- 2016/2017: Krasnaja Armija Moskwa
- 2017/2018: Łoko Jarosław
- 2018/2019: Łoko Jarosław
- 2019/2020: zdobywca nie wyłoniony[1]
- 2020/2021: MHK Dinamo Moskwa
- 2021/2022: SKA-1946 Sankt Petersburg
- 2022/2023: Czajka Niżny Nowogród
- 2023/2024: SKA-1946 Sankt Petersburg
- 2024/2025: MHK Spartak Moskwa